# LAP Latin America Power
LAP - Latin America Power, es una compañía de generación de energía renovable sobre la base de fuentes limpias, con inversiones en Chile y Perú. Fue creada en 2011 y pertenece a BTG Pactual, a Patria Investments - (The Blackstone Group) y GMR Energía.
La respaldan, prácticamente, los mismos accionistas que formaron ERSA, actual CPFL Renováveis, empresa brasilera de energías limpias.
Actualmente[¿cuándo?] la empresa cuenta con un portafolio de 1.051,7 MW compuesto por 22 iniciativas. Trece de ellas están en operación y nueve en desarrollo.[cita requerida]

## Portafolio
| País  | Fuente               | Proyecto                          | Capacidad (MW) | Potencia LAP (MW) | Status                           |
| ----- | -------------------- | --------------------------------- | -------------- | ----------------- | -------------------------------- |
| Perú  | Hidráulico           | Santa Cruz 1                      | 6,0            | 3,9               | Operando desde febrero de 2009   |
| Chile | Eólico               | Totoral                           | 46,0           | 46,0              | Operando desde enero de 2010     |
| Perú  | Hidráulico           | Santa Cruz 2                      | 7,4            | 4,9               | Operando desde mayo de 2010      |
| Perú  | Hidráulico           | Huasahuasi 1                      | 10,0           | 6,6               | Operando desde enero de 2012     |
| Perú  | Hidráulico           | Huasahuasi 2                      | 10,0           | 6,6               | Operando desde abril de 2012     |
| Perú  | Hidráulico           | Runatullo 3                       | 20,0           | 14,0              | Operando desde agosto de 2014    |
| Perú  | Hidráulico           | Runatullo 2                       | 20,0           | 14,0              | Operando desde diciembre de 2014 |
| Perú  | Línea de transmisión | Junin                             | 230,0 (MVA)    | 230,0 (MVA)       | Operando desde diciembre de 2014 |
| Chile | Hidráulico           | Carilafquén                       | 19,8           | 19,8              | Operando desde febrero de 2016   |
| Chile | Hidráulico           | Malalcahuello                     | 9,2            | 9,2               | Operando desde febrero de 2016   |
| Chile | Línea de Transmisión | Valle Allipén                     | 145,0 (MVA)    | 145,0 (MVA)       | Operando desde febrero de 2016   |
| Chile | Eólico               | San Juan                          | 184,8          | 184,8             | Operando desde julio de 2016     |
| Chile | Línea de Transmisión | LT San Juan                       | 210,0 (MVA)    | 210,0 (MVA)       | Operando desde julio de 2016     |
|       |                      | Subtotal Operación                | 333,2          | 309,7             |                                  |
|       |                      |                                   |                |                   |                                  |
| Perú  | Hidráulico           | Tulumayo 4                        | 56,2           | 47,8              | En Desarrollo                    |
| Perú  | Hidráulico           | Tulumayo 5                        | 83,2           | 70,7              | En Desarrollo                    |
| Perú  | Hidráulico           | Araza: Limancpunco, Ttio y Capiri | 195,0          | 165,8             | En Desarrollo                    |
| Chile | Eólico               | La Cabaña                         | 96,0           | 96,0              | En Desarrollo                    |
| Chile | Eólico               | Rihue                             | 127,7          | 127,7             | En Desarrollo                    |
| Chile | Solar                | Pirita                            | 97,7           | 97,7              | En Desarrollo                    |
| Chile | Eólico               | San Juan 2                        | 48,3           | 48,3              | En Desarrollo                    |
|       |                      | Subtotal Desarrollo               | 718,5          | 668,4             |                                  |
|       |                      |                                   |                |                   |                                  |
|       |                      | TOTAL                             | 1.051,7        | 1.030,5           |                                  |